# Tenzo kyōkun
Tenzo kyōkun (jap. 典座教訓; Instrukcje dla kucharza) – traktat japońskiego mistrza zen Dōgena z 1237 poświęcony zadaniom kucharza klasztornego (tenzo).

## Historia tekstu
Zalecenia dla kucharza spisał Dōgen w czasie, gdy przebywał w założonym przez siebie klasztorze Kōshō-ji. Był to pierwszy z serii kilku tekstów poświęconych regule życia klasztornego w stylu zen (zebranych później w Eihei daishingi).
Dōgen wprowadził funkcję tenzo w ramach przenoszenia na grunt japoński chińskiego modelu organizacji życia klasztornego. W jego czasach było to jedno z sześciu stanowisk w klasztorze przypisywanych doświadczonym mnichom, obok zarządcy (tsusu), pomocnika zarządcy (kansu), skarbnika (fusu), strażnika dyscypliny (ino) oraz osoby odpowiedzialnej za organizację pracy mnichów (shissui). Ze względu na szersze odniesienia do filozofii buddyjskiej znaczenie Instrukcji dla kucharza wykracza poza kontekst życia klasztornego, można je również czytać jako tekst o tym, jak łączyć praktykę zen z pracą i życiem codziennym.

## Treść
W Tenzo kyōkun Dōgen zawarł konkretne wskazówki dotyczące organizacji pracy kucharza, m.in. planowania posiłków, płukania i gotowania ryżu, czyszczenia i przechowywania naczyń i sprzętu kuchennego. Pisze również na temat postawy, jaką powinien utrzymywać kucharz:

Tenzo powinien obchodzić się z całym jedzeniem, jakie dostaje, z takim szacunkiem, jakby miało posłużyć na posiłek dla cesarza. Tak samo należy obchodzić się z pokarmem gotowanym, jak z niegotowanym.

W tekście znalazły się również opisy spotkań i rozmów Dōgena z kucharzami klasztornymi podczas jego pobytu w Chinach, liczne cytaty z reguły klasztornej Chanyuan qinggui opracowanej przez Changlu Zongze oraz nawiązania do koanów.